# 우루무치 디워푸 국제공항
우루무치 디워푸 국제공항(영어: Ürümqi Diwopu International Airport, 위구르어: ئۈرۈمچى دىئوپا خەلقئارا ئايروپورت, IATA: URC, ICAO: ZWWW)은 중화인민공화국 북서부의 신장 위구르 자치구의 주도 우루무치의 교외인 디워푸에 있는 국제공항으로 우루무치 시내 중심부에서 16킬로미터 떨어져 있으며 중화인민공화국의 주요 다섯 개의 공항 중 하나이다.
1973년에 외국 여행객에게 개방되었으며, 유럽과 서아시아로 향하는 항공노선의 비상착륙 장소로 이용되어 왔다.

## 연혁
- 1939년 : 개항
- 1950년 : 확장 공사를 실시
- 1993년 11월 26일 : 중국북방항공 맥도널 더글러스 MD-82가 고압 전선에 접촉하고 활주로에서 2.2km지점에 추락
- 1994년 : 총액 19억 5300만위안을 걸고 확장 공사가 시작
- 1998년 : 제1기 확장 공사가 완료
- 1999년 : 터미널 빌딩의 확장 공사를 시작
- 2002년 5월 16일 : 새 터미널 빌딩의 사용을 개시

## 구성

### 터미널 1
원래 터미널은 1974년에 개통되었다. 개조를 위해 2011년 4월 23일부터 2013년 8월 30일 사이에 문을 닫았다. 2014년 4월 1일, 운영이 재개되었다. T1 터미널의 변환 후, 6개의 보안 채널, 19개의 체크인 카운터가 있으며, 시간당 최고치는 비즈니스 용량의 700배이다. 이 터미널은 주로 신장성 주변의 지역 항공과 톈진 항공, 캐피탈 항공, 스프링 항공, 윈난 샹펑 항공, 중국 유나이티드 항공, 오케이 에어웨이즈, 웨스턴 에어라인 등 저가 항공 이용을 위한 터미널이다.

### 터미널 2
1994년 4월 착공한 이 터미널은 2001년 12월 국민합격으로 완공되었으며, 2002년 5월 12일 개통되었다. 2010년 7월 10일 보수공사를 위해 문을 닫았고, 2011년 4월 16일 운영을 재개했다. 중국 남부, 샤먼, 충칭 항공편을 제외한 대부분의 신장 지방 외곽의 국내선 노선에 서비스한다.

### 터미널 3
기존 터미널 건물 서쪽에 있는 3번 터미널은 28억 위안(약 4700억 원)의 비용으로 2007년 4월 착공했다. 디우푸의 현재(2007년)의 3배 이상 승객 처리 능력을 연간 513만 명으로 늘린 1635만 명이었다. 또 연간 27만5000t의 화물과 15만5000여 대의 항공기를 처리할 수 있다. 3번 터미널은 22개의 제트 브리지와 106,000 제곱미터의 새로운 터미널 공간을 추가했다. 이 터미널은 2009년에 개통되었다.

### 터미널 4
2017년에 시작된 확장 공사가 진행 중이며, 기존 건물에서 북쪽으로 2개의 추가 활주로뿐만 아니라 거의 40만 평방미터에 달하는 새로운 터미널 건물을 보게 될 것이다.

## 운항 노선

### 국제선
| 항공사               | 목적지 |
| -------------------- | --- |
| 중국국제항공         | 모스크바(셰레메티예보), 트빌리시 계절펀: 메디나, 제다 |
| 중국남방항공         | 두샨베, 모스크바(셰레메티예보), 바쿠, 비슈케크, 아스타나, 아시가바트, 알마티, 예레반, 이스탄불(아르나부코이), 이슬라마바드, 쿠알라룸푸르, 타슈켄트, 테헤란(이맘 호메이니), 트빌리시, 홍콩(첵랍콕) |
| 산둥 항공            | 방콕(수완나품), 오사카(간사이) |
| 우루무치 항공        | 방콕(수완나품), 홍콩(첵랍콕) |
| 대한항공             | 계절편 : 서울(인천) |
| 캐세이퍼시픽 항공    | 홍콩(첵랍콕) - (2025년 4월 28일 신규취항) |
| 홍콩 항공            | 홍콩(첵랍콕) |
| 아리아나 아프간 항공 | 계절편: 카불 |
| 우즈베키스탄 항공    | 타슈켄트 |
| 에어 아스타나        | 알마티 |
| 플라이아리스탄       | 아스타나 |
| SCAT 항공            | 쉼켄트 |
| 소몬 에어            | 두샨베, 후잔드 |
| 벨라비아 항공        | 민스크 |

### 국내선
| 항공사        | 목적지 |
| ------------- | --- |
| 주위안 항공   | 광저우 |
| 중국국제항공  | 광저우, 베이징(캐피탈, 다싱), 아커쑤, 우한, 이닝, 윈청, 카스, 톈진, 청두, 충칭, 항저우, 호탄 |
| 중국남방항공  | 광저우, 구이양, 난닝, 난징, 다롄, 란저우, 뤄창, 바오터우, 볼레, 사처, 상하이(푸둥, 훙차오), 샤먼, 선양, 선전, 쑤저우, 시닝, 시안, 아러타이, 아커쑤, 우한, 원저우, 인촨, 이닝, 카스, 쿤밍, 쿠얼러, 쿠파, 타이위안, 톈진, 창사, 창춘, 청두, 충칭, 칭다오, 푸윈, 푸저우, 항저우, 허페이, 호탄, 후허하오터 |
| 중국동방항공  | 광저우, 난징, 닝보, 상하이(푸둥, 훙차오), 시안, 스옌, 우시, 우한, 카스, 쿤밍, 타이위안, 하미, 항저우, 허페이 |
| 하이난 항공   | 광저우, 난징, 베이징(수도), 상하이(훙차오), 싼야, 선양, 선전, 우한, 이닝, 이창, 정저우, 지난, 창사, 창춘, 청두, 충칭, 하이커우, 항저우 |
| 허베이 항공   | 스좌좡 |
| 장시 항공     | 난창, 시안 |
| 준야오 항공   | 상하이(푸둥, 훙차오) |
| 룽에어        | 시안, 창사 |
| 산둥 항공     | 난징, 난닝, 란저우, 샤먼, 스좌장, 옌타이, 인촨, 주하이, 쿤밍, 타이위안, 칭다오, 푸저우, 항저우, 호탄, 허페이 |
| 쓰촨 항공     | 라싸, 란저우, 베이징(수도), 베이하이, 싼야, 시닝, 시안, 중웨이, 정저우, 쿤밍, 항저우 |
| 상하이 항공   | 란저우, 상하이(푸둥, 훙차오), 호탄 |
| 샤먼 항공     | 샤먼, 인촨, 정저우, 지난, 창사, 취안저우, 푸저우, 항저우, 화이안 |
| 선전 항공     | 난창, 란저우, 선전, 쿠얼러 |
| 춘추항공      | 닝보, 뤄양, 훙차오), 스좌좡, 시안, 양저우 |
| 수파르나 항공 | 이닝, 지난 |
| 톈진 항공     | 다퉁, 나라티, 싼야, 아커쑤, 정저우, 쿠얼러, 카스, 쿠처, 타청, 톈진, 창춘, 충칭, 호탄 |
| 우루무치 항공 | 난청, 란저우, 롄윈강, 몐양, 스허쯔, 시안, 우한, 이닝, 정저우, 지난 - (2020년 12월 31일 신규취항), 카라메이, 카스, 창사, 청두, 충칭, 충하이, 칭다오, 허페이, 호탄 |
| 웨스트 에어   | 정저우, 충칭 |

### 화물 노선
| 항공사        | 목적지 |
| ------------- | ------ |
| 실크웨이 항공 | 바쿠   |

## 같이 보기
- 중화인민공화국의 공항 목록